# Micrommata darlingi
Micrommata darlingi là một loài nhện trong họ Sparassidae.
Loài này thuộc chi Micrommata. Micrommata darlingi được Mary Agard Pocock miêu tả năm 1901.